# Zalaigrice

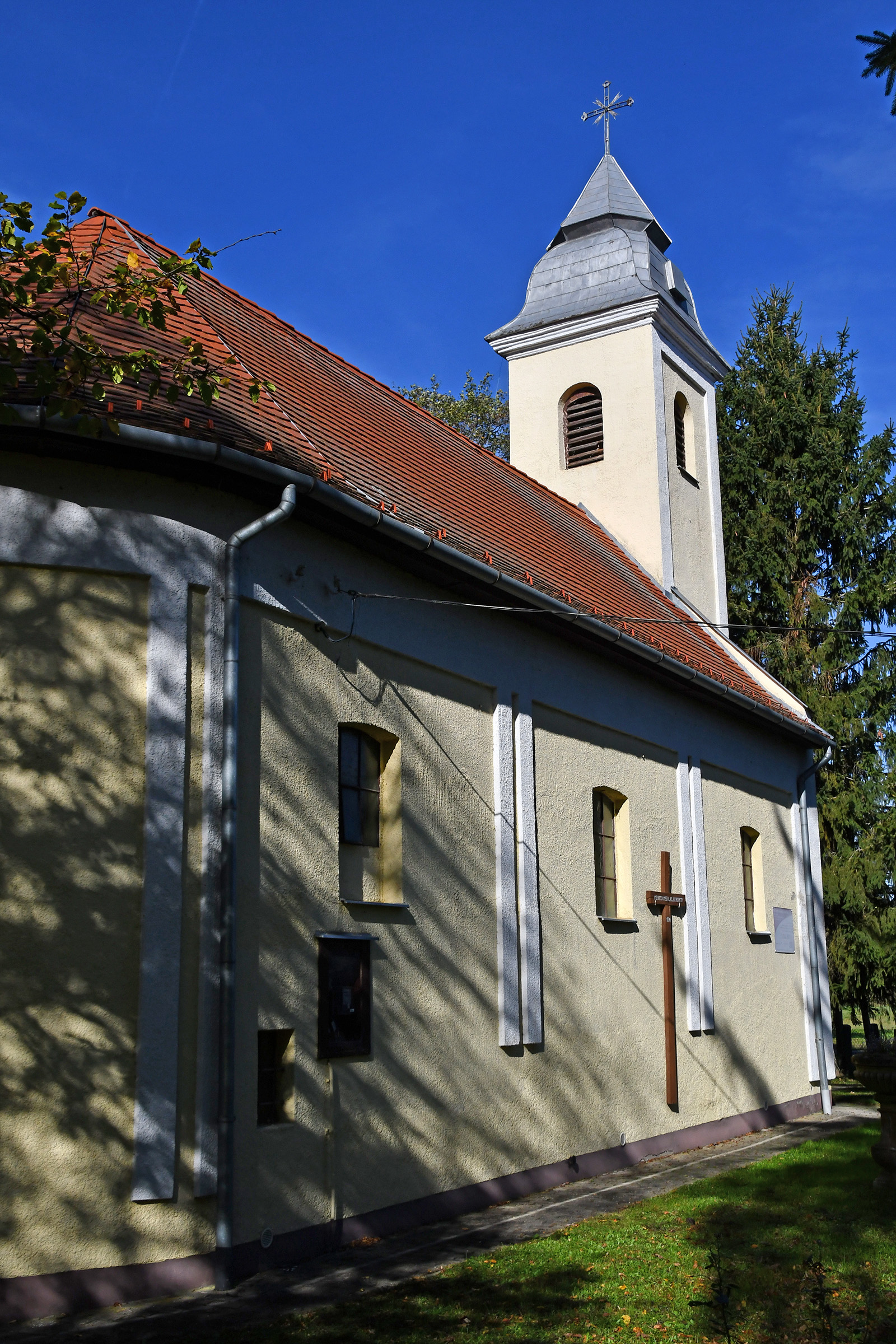
Römisch-katholische Kirche in Zalaigrice

Zalaigrice ist eine ungarische Gemeinde im Kreis Zalaegerszeg im Komitat Zala.

## Geografische Lage
Zalaigrice liegt drei Kilometer nördlich der Stadt Pacsa und gut 16 Kilometer südöstlich der Kreisstadt Zalaegerszeg. Nachbargemeinden sind Szentpéterúr und Nemesrádó.

## Geschichte
Im Jahr 1913 gab es in der damaligen Kleingemeinde 55 Häuser und 365 Einwohner auf einer Fläche von 1341 Katastraljochen. Sie gehörte zu dieser Zeit zum Bezirk Pacsa im Komitat Zala.

## Sehenswürdigkeiten
- Kruzifixe
- Römisch-katholische Kirche Szent Anna

## Infrastruktur
Die Gemeinde ist landwirtschaftlich geprägt mit Obst- und Weinbau, Presshäusern und Weinkellern. In der Umgebung des Ortes wechseln sich Wiesen und Auwald mit Weiden-, Pappel-, Erlen- und Eschenhainen ab.

## Verkehr
Durch Zalaigrice verläuft die Nebenstraße Nr. 73215, die von Pacsa kommend nach Vörrű, einem Ortsteil der Gemeinde Szentpéterúr führt. Es bestehen Busverbindungen nach Pacsa und Szentpéterúr. Der nächstgelegene Bahnhof Zalaszentmihály-Pacsa befindet sich acht Kilometer südwestlich.